# فهرست دانشکده‌های دامپزشکی ایران
این مقاله فهرستی از دانشکده‌های دامپزشکی ایران ارائه می‌کند.

## دانشگاه‌های دولتی
- دانشکده دامپزشکی دانشگاه تهران
- دانشکده دامپزشکی دانشگاه فردوسی مشهد
- دانشکده دامپزشکی دانشگاه شیراز
- دانشکده دامپزشکی دانشگاه شهید چمران اهواز
- دانشکده دامپزشکی دانشگاه تبریز
- دانشکده دامپزشکی دانشگاه سمنان
- دانشکده دامپزشکی دانشگاه ارومیه
- دانشکده دامپزشکی دانشگاه شهرکرد
- دانشکده دامپزشکی دانشگاه زابل
- دانشکده دامپزشکی دانشگاه لرستان
- دانشکده دامپزشکی دانشگاه شهید باهنر کرمان
- دانشکده دامپزشکی دانشگاه رازی کرمانشاه

## دانشگاه‌های آزاد اسلامی
- دانشکده دامپزشکی دانشگاه آزاد اسلامی واحد بابل
- دانشکده دامپزشکی دانشگاه آزاد اسلامی واحد علوم و تحقيقات
- دانشکده دامپزشکی دانشگاه آزاد اسلامی واحد اروميه
- دانشکده دامپزشکی دانشگاه آزاد اسلامی واحد گرمسار
- دانشکده دامپزشکی دانشگاه آزاد اسلامی واحد شهرکرد
- دانشکده دامپزشکی دانشگاه آزاد اسلامی واحد شوشتر
- دانشکده دامپزشکی دانشگاه آزاد اسلامی واحد تبريز
- دانشکده دامپزشکی دانشگاه آزاد اسلامی واحد سنندج
- دانشکده دامپزشکی دانشگاه آزاد اسلامی واحد کازرون
- دانشکده دامپزشکی دانشگاه آزاد اسلامی واحد شبستر
- دانشکده دامپزشکی دانشگاه آزاد اسلامی واحد بافت
- دانشکده دامپزشکی دانشگاه آزاد اسلامی واحد کرج[۱][۲]